# Paratherina wolterecki
Paratherina wolterecki é uma espécie de peixe da família Telmatherinidae.
É endémica da Indonésia. 